# John Lannan
John Edward Lannan (ur. 27 września 1984) – amerykański baseballista, który występował na pozycji miotacza.
Lannan został wybrany w 2005 roku w jedenastej rundzie draftu przez Washington Nationals i początkowo występował w klubach farmerskich tego zespołu, między innymi w Columbus Clipppers, reprezentującym poziom Triple-A. W Major League Baseball zadebiutował 26 lipca 2007 w meczu przeciwko Philadelphia Phillies.
21 lipca 2009 w spotkaniu z New York Mets rozegrał pełny mecz, w którym zaliczył pierwszy w karierze shutout. W grudniu 2012 podpisał roczny kontrakt wart 2,5 miliona dolarów z Philadelphia Phillies, zaś w styczniu 2014 niegwarantowany kontrakt z New York Mets. 27 marca 2014 został włączony do 40-osobowego składu na mecze MLB.